# Una defensa del aborto
Una defensa del aborto (A Defense of Abortion) es un ensayo de filosofía moral de Judith Jarvis Thomson publicado por primera vez en Philosophy & Public Affairs en 1971. Concediendo por el bien del argumento que el feto tiene un derecho a la vida, Thomson utiliza experimentos mentales para argumentar que el derecho del feto a la vida no anula el derecho de la mujer embarazada a tener jurisdicción sobre su cuerpo, y que el aborto inducido por lo tanto es moralmente admisible. El argumento de Thomson tiene muchos críticos en ambos lados del debate sobre el aborto, sin embargo, sigue recibiendo defensores. Los ejemplos imaginativos y las conclusiones controvertidas de Thomson han hecho de Una defensa del aborto quizás es «el ensayo más reimpreso de toda la filosofía contemporánea».
El artículo de Thomson, al postular una justificación moral para el aborto incluso si se otorga el derecho a la vida del feto, abrió una nueva vía en el debate filosófico sobre la ética del aborto. Los críticos de su punto de vista han formulado muchas objeciones a su argumento, y los defensores han respondido de la misma manera en un ir y venir que continúa en las revistas de filosofía incluso ahora.

## Resumen de argumentos del ensayo
El violinista
En Una defensa del aborto, Thomson concede por el bien del argumento que el feto tiene un derecho a la vida, pero defiende la permisibilidad del aborto apelando a un experimento mental:
Te despiertas por la mañana y te encuentras espalda con espalda en la cama con un violinista inconsciente. Un famoso violinista inconsciente. Se ha descubierto que tiene una enfermedad renal mortal, y la Sociedad de Amantes de la Música ha examinado todos los registros médicos disponibles y ha descubierto que solo usted tiene el tipo de sangre adecuado para ayudar. Por lo tanto, te han secuestrado, y anoche el Aparato circulatorio del violinista fue conectado al tuyo, para que tus riñones puedan usarse para extraer venenos de su sangre y de la tuya. Si se desconecta de ti ahora, morirá; pero en nueve meses se habrá recuperado de su dolencia y podrá desconectarse de ti con seguridad.
Thomson sostiene que ahora uno puede desconectarse permisiblemente del violinista aunque esto cause su muerte: esto se debe a los límites al derecho a la vida, que no incluye el derecho a usar el cuerpo de otra persona, y por lo tanto, al desconectar al violinista, uno no viola su derecho a la vida, sino que simplemente lo priva de algo (el uso del cuerpo de otra persona) a lo que no tiene derecho. «Si le permite seguir usando sus riñones, esto es una bondad de su parte, y no algo que pueda reclamar de usted como lo que le corresponde».
La «casa» y el «niño en expansión»
Para comparar esto con el embarazo, se puede pensar que la madre es la casa, el feto el niño en crecimiento. En tal caso, la vida de la madre se ve amenazada y el feto es quien la amenaza. Porque por ningún motivo se debe amenazar la vida de la madre, ni tampoco por ningún motivo el feto la amenaza, ambos son inocentes y, por tanto, ningún tercero puede intervenir. Pero, afirma Thomson, la persona amenazada puede intervenir, justificación por la cual una madre puede abortar legítimamente.
Thomson señala:
Porque lo que hay que tener en cuenta es que la madre y el feto no son como dos inquilinos en una casa pequeña que, por desgraciado error, ha sido alquilada a ambos: la madre es dueña de la casa. El hecho de que lo haga se suma a lo ofensivo de deducir que la madre no puede hacer nada a partir del supuesto de que terceros no pueden hacer nada. Pero hace más que esto: arroja una luz brillante sobre la suposición de que terceros no pueden hacer nada.
Las «semillas de personas»
Para ilustrar un ejemplo de embarazo debido a relaciones sexuales voluntarias, Thomson presenta la situación de semillas de personas:
Nuevamente, suponga que fuera así: las semillas de la gente se mueven en el aire como el polen, y si abre las ventanas, una puede entrar y echar raíces en sus alfombras o tapizados. No quieres tener hijos, así que arreglas tus ventanas con mallas finas, lo mejor que puedes comprar. Sin embargo, como puede suceder, y en muy, muy raras ocasiones sucede, una de las pantallas está defectuosa; y una semilla entra y echa raíces.

## Crítica
La objeción más común es que el argumento del violinista de Thomson puede justificar el aborto sólo en casos de violación, aunque Thomson usa analogías separadas para argumentar en casos distintos a la violación. En el escenario del violinista, la mujer fue secuestrada: no consintió en que le enchufaran al violinista y no hizo nada para que el violinista se conectara, así como una mujer embarazada por violación no hizo nada para provocar su embarazo. Pero en casos típicos de aborto, la mujer embarazada tuvo relaciones sexuales voluntariamente y, por lo tanto, ha consentido tácitamente en permitir que el feto use su cuerpo (la objeción por consentimiento tácito), o tiene el deber de sostener al feto porque la mujer misma hizo que el feto necesitara su cuerpo (la objeción de la «responsabilidad»). Otras objeciones comunes giran en torno a la afirmación de que el feto es el niño de la mujer embarazada, mientras que el violinista es un extraño (la objeción extraño versus descendiente), o que el aborto mata directa e intencionalmente al feto, mientras que desconectar al violinista simplemente lo deja morir por causas naturales (la objeción matar versus dejar morir).
Defensores del argumento de Thomson responden que las presuntas desanalogías entre el escenario violinista y los casos típicos de aborto no importan, ya sea porque los factores a los que apelan los críticos no son genuinamente relevantes moralmente, o porque esos factores son moralmente relevantes pero no se aplican al aborto en la forma en que los críticos han reclamado. Los defensores de Thomson también señalan su argumento de «semillas de personas» como una fuerte analogía con los casos típicos de aborto.